# 石洞口发电厂
石洞口发电厂是华能国际电力股份有限公司旗下的主要发电企业之一，也是上海三大电力基地之一。分为第一、第二和燃机三家均为120万千瓦级的子厂，其中第二发电厂曾是中国发电企业的标杆之一。

## 概述
石洞口发电厂位于上海市宝山区盛桥镇，濒临长江，毗邻上海宝钢集团公司。原分属两家不同的企业：上海石洞口发电有限责任公司和上海石洞口第二发电厂，两厂仅一墙之隔，均为中国中央政府和地方政府共建的企业。后来中国华能集团分别收购了这两家电厂的全部股权，并将它们改为分厂。2005年华能又与上海市政府合作，在两厂之间的空地上建设了上海燃机发电厂，使整个石洞口发电基地的总装机容量达到345万千瓦。
石洞口第一发电厂原称上海石洞口发电有限责任公司，是上海建设的第一座超百万千瓦的现代化火力发电厂，也是中国大陆第七个五年计划的重点建设项目，于1985年开工，1990年全部建成。电厂由中央和地方共建，安装4台30万千瓦国产发电机组（其中汽轮发电机组型号为N300-165/535/535,4台锅炉为上海锅炉厂制造，为亚临界、一次上升、三次混合、中间再热单炉膛燃煤直流锅炉。锅炉型号：SG-1025-170.5-540/540）。但技术和经济效益均一般。后来代表上海市政府持股的申能股份有限公司将其所持有的权益全部转让了出去，在经过多次转手后，由中国华能集团下属的华能国际电力股份有限公司在2002年分两次收购了该厂的全部股权，并改制成石洞口第一发电厂。
当第一发电厂尚在兴建之时，第二发电厂也于1988年开工，由中国华能集团和申能股份有限公司对等出资兴建。1999年，华能宣布以一次整体买断支付35亿元人民币的方式收购申能公司在华能上海石洞口第二电厂49.34%的资产和权益，并随后将整个电厂注入华能国际电力股份有限公司。石洞口第二发电厂是中国大陆首个使用超临界机组的电厂，安装2台60万千瓦机组，主要设备从瑞士和美国进口。电厂于1992年建成，是当时中国设备最先进、经济效益最好、运行效率最高、环境最洁净的电厂之一，成为此后许多新建电厂的样板。
上海燃机发电厂位于石洞口第一发电厂和和第二发电厂之间，安装三台发电能力为35万千瓦的燃气—蒸汽联合循环机组，使用西气东输工程的天然气作为燃料。该电厂原为第二发电厂的二期扩建项目，准备安装燃煤机组，后来因为上海市政府提出了新的环保要求，便改为燃气机组，于2003年获准筹建。但此后由于华能的管理层担忧气价成本较高会使电厂的经济效益不佳，而迟迟没有动工，不过随着煤炭价格的上涨和国家实行宏观调控，最终华能只得重新运作该项目，于2005年正式开工。

## 组织结构
石洞口发电厂目前共有6台发电机组，总装机容量240万千瓦。在组织结构上，分为三个实体。
石洞口第一发电厂是华能国际电力股份有限公司的一个分厂。
- 第一电厂1号机组装机容量30万千瓦，1987年12月投产发电。
- 第一电厂2号机组装机容量30万千瓦，1988年12月投产发电。
- 第一电厂3号机组装机容量30万千瓦，1989年9月投产发电。
- 第一电厂4号机组装机容量30万千瓦，1990年5月投产发电。

石洞口第二发电厂是华能国际电力股份有限公司的另一个分厂。
- 第二电厂1号机组装机容量60万千瓦，1992年6月投产发电。
- 第二电厂2号机组装机容量60万千瓦，1992年12月投产发电。

上海燃气发电厂的业主为华能上海燃机发电有限责任公司，该公司的主要股东有华能国际电力股份有限公司（70%）、申能股份有限公司（30%）。
- 燃气电厂1号机组装机容量35万千瓦，正在建设。
- 燃气电厂2号机组装机容量35万千瓦，正在建设。
- 燃气电厂3号机组装机容量35万千瓦，正在建设。